# Sindrom zapestnega prehoda
Sindrom zapestnega prehoda ali sindrom karpalnega kanala je idiopatska mediana nevropatija v zapestnem prehodu. Patofiziologija še ni povsem pojasnjena, vendar jo lahko obravnavamo kot pritisk na mediani živec, ki potuje skozi zapestni prehod. Nevarnostni dejavnik za sindrom zapestnega prehoda je predvsem genetski.
Glavni simptom sindroma karpalnega kanala je omrtvičenost palca, kazalca, sredinca ter radialne polovice prstanca. Omrtvičenost se navadno pojavi med spanjem, ko je  zapestje po navadi upognjeno. V tem primeru lahko bolečine olajša posebna opornica, ki drži zapestje v iztegnjenem položaju. Dolgotrajen sindrom karpalnega kanala lahko vodi v trajno poškodbo živca, konstantno omrtvičenostjo in atrofijo nekaterih mišic v dlani.
Obstaja mit (v smislu nedokazanega ali napačnega kolektivnega verovanja), da se sindrom karpalnega kanala manifestira kot bolečina pri tipkanju ali med drugim ročnim delom. Bolečina pri sindromu karpalnega kanala je primarno tako močna omrtvičenost, da se oseba med spanjem zbudi. Bolečina v elektro-fiziološko preverjenem sindromu karpalnega kanala je povezana z napačno interpretacijo nocicepcije in depresije.
Palativno zdravljenje sindroma karpalnega kanala vključuje uporabo nočnih opornic ter kortikosteroidne injekcije. Edino znanstveno vzpostavljeno zdravljenje, ki spremeni potek bolezni, je kirurški prerez prečnega karpalnega ligamenta.
Sindrom karpalnega kanala nekateri obravnavajo kot obliko poškodbe zaradi ponavljajočih se gibov in ga kot takega pripisujejo ponavljajočim gibom, najbolj znano zaradi dolgih ur dela z računalniško tipkovnico. Med tem ko so študije našle povezavo med nekaterimi delovnimi aktivnostmi in sindromom karpalnega kanala, vzročnost še ni bila demonstrirana.

## Zgodovina
Stanje, znano kot sindrom karpalnega kanala, se je v zgodovini večkrat pojavljalo, vendar je bilo največkrat splošno omenjano v letih po drugi svetovni vojni. Posamezniki, ki so trpeli za sindromom karpalnega kanala, so bili omenjeni v kirurški literaturi od sredine 19. stoletja naprej. Leta 1854 je Sir James Paget prvi poročal o pritisku medianega živca v zapestju. Po začetku zgodnjega 20. stoletja so se pojavili različni primeri pritiska medianega živca pod prečnim karpalnim ligamentom. Sindrom karpalnega kanala je bil v medicinski literaturi največkrat omenjen v zgodnjem 20. stoletju, prvič se je kot izraz pojavil leta 1939. Zdravnik dr. George S. Phalen je opredelil patologijo, po tem ko je delal s skupino pacientov v 50-ih 60-ih letih 20. stoletja.

## Simptomi
Osebe s sindromom karpalnega kanala občutijo omrtvičenost ali pekoč občutek v prstih, oživčenih z medianim živcem (palec, kazalec, sredinec ter radialna polovica prstanca). Manj specifični simptomi lahko vključujejo bolečino v rokah, zapestjih ter izgubo moči prijema  (oboje je bolj značilno za stanja kot je artritis). Osebe lahko občutijo tudi bolečino po celi roki in v ramenu.
Omrtvičenost prstov, oživčenih z medianim živcem, je glavna značilnost nevropatskih simptomov sindroma zožitve karpalnega kanala. Šibkost in atrofija mišic ob palcu je lahko posledica, če sindrom karpalnega kanala ni zdravljen.

## Vzroki
Vzrok večine primerov sindroma karpalnega kanala je neznan ali idiopatski. Sindrom je lahko povezan s katerim koli stanjem, ki povzroča pritisk na mediani živec v zapestju. Nekatera pogostejša stanja, ki lahko povzročijo sindrom karpalnega kanala so debelost, hipotiroidizem, artritis, diabetes ter travma.
Drugi vzroki vključujejo intrinzične faktorje, ki izvajajo pritisk znotraj karpalnega kanala, ter ekstrinzične faktorje, ki izvajajo pritisk izven kanala. Ti vzroki vključujejo benigne tumorje kot so lipomi, ganglioni ter vaskularne deformacije.

### Povezava z delom
Povezava med delom in sindromom karpalnega kanala je sporna; v mnogih krajih so delavci, z diagnozo sindromoma karpalnega kanala, upravičeni do odsotnosti ter odškodnine. V ZDA je znesek povprečnih stroškov, povezanih z odsotnostjo od dela ter zdravljenjem, 30.000 USD na prizadetega delavca.
Obstajajo špekulacije, da je sindrom karpalnega kanala izzvan s ponavljajočimi gibi ter ravnalnimi aktivnostmi, in da je lahko izpostavljenost komulativna. Prav tako naj bi simptome poslabšala silovita uporaba rok in zapestij v industrijskih panogah, vendar ni očitno ali je to povezano z bolečino (ki ni nujno posledica sindroma karpalnega kanala) ali bolj tipičnimi simptomi omrtvičenosti.
Pregled razpoložljivih znanstvenih podatkov s strani agencije National Institute for Occupational Safety and Health (NIOSH) nakazuje, da so delovne naloge ki vključujejo visoko ponavljajoče ročne gibe ali specifične drže zapestja, povezane s pojavitvami sindroma karpalnega kanala, vendar vzročnost ni vzpostavljena in razlika med bolečino povezano z delom ter sindromom karpalnega kanala ni jasno razvidna. Predlagano je bilo, da lahko ponavljajoča uporaba rok vpliva na biomehaniko zgornjih okončin ali povzroči okvare tkiva. Prav tako je bilo predlagano, da se pri obravnavi stanja vključuje držo in hrbtenico, skupaj z ergonomijo. V nekaterih študijah se je izkazalo, da obravnavanje teh faktorjev pozitivno vpliva na udobje in zmanjševanje bolečin prizadetih delavcev.
Špekulacije in utemeljitve glede povezave sindroma karpalnega kanala in delom temeljijo na vprašljivih točkah, kot je: 1. sindrom karpalnega kanala je najbolj pogost v odrasli delavski populaciji. To je lahko odvisno od definicije in diagnoze sindroma karpalnega kanala, vendar kot kaže ne drži. Primer je nedavna serija zaporednih izkušenj, kjer so bile prizadete osebe starejše, nezaposlene populacije. Glede na trditve povečanih primerov sindroma karpalnega kanala na delovnih mestih je uporaba rok sicer vpletena, vendar večina dokazov predlaga, da je za bolezen kriva dedna, genetska, počasna vendar neizogibna idiopatska, periferna mononevropatija.
Potrebno bo opraviti obširne raziskave, preden bo ergonomija lahko vključena v etiologijo sindroma karpalnega kanala.

### Sindrom karpalnega kanala v povezavi z drugimi boleznimi
Različni faktorji lahko vodijo v sindrom karpalnega kanala, med drugimi dednost, velikost karpalnega kanala, lokalne in sistemske bolezni ter določene navade. Netravmatski vzroki se po navadi zgodijo v določenem času in niso izzvani z enim samim dogodkom. Večina teh faktorjev je manifestacija fiziološkega staranja.
Primeri vključujejo:
- Revmatoidni artritis in ostale bolezni, ki povzročajo vnetje pregibnih vezi.
- Pri nosečnosti in hipotiroidizmom se tekočina nabira v tkivu, zaradi česar oteče tenosinovitis.
- Nosečnice lahko izkusijo sindrom karpalnega kanala zaradi hormonskih sprememb in zadrževanja vode, kar je pogost pojav med nosečnostjo.
- Predhodne poškodbe z zlomom zapestja.
- Zdravstvene motnje, ki vodijo do zadrževanja tekočin, ali pa so povezane z vnetji, kot so: inflamatorni artritis, Collesov zlom, amiloidoza, hipotiroidizem, sladkorna bolezen, akromegalija ter uporaba kortikosteroidov in estrogenov.
- Sindrom karpalnega kanala je povezan tudi s ponavljajočimi dejavnostmi roke in zapestja, posebno v kombinaciji s silovitimi in ponavljajočimi dejavnostmi.[17]
- Akromegalija, nepravilnost izločanja rasnega hormona, stisne živec zaradi nenormalne rasti kosti v roki in zapestju.
- Tumorji (navadno benigni), kot so ganglioni in lipomi, lahko segajo v karpalni kanal in s tem zmanjšajo količino prostora. To stanje je zelo redko (manj kot 1%).
- Debelost lahko poveča tveganje za sindrom karpalnega kanala: osebe ki so uvrščene kot debele (ITM > 29) imajo 2,5-krat večjo možnost za diagnozo sindroma karpalnega kanala, kot pa vitkejše osebe (ITM < 20).
- Double crush syndrome je hipoteza, da pritisk ali draženje živčnih vej medianega živca nad zapestji, poveča občjutljivost živca na pritisk v zapestju. Tretnutno ni veliko dokazov, ki bi prispevali k obstoju tega sindroma.[27]
- Heterozigotne mutacije v genu SH3TC2 v povezavi z Charcot-Marie-Tooth boleznijo kažejo na dovzetnost do nevropatije, vključno s sindromom karpalnega kanala.[28]
- Parvovirus B19 je bil povezan s sindromom karpalnega kanala.[29]